# At Fillmore East
Pour les articles homonymes, voir Live at the Fillmore.
Albums de The Allman Brothers Band
Idlewild South
(1970) Eat a Peach
(1972)
At Fillmore East est un double album live du groupe de rock américain,The Allman Brothers Band. Il est sorti en juillet 1971 sur le label Capricorn Records et a été produit par Tom Dowd. Succès qui les révéla au grand public, At Fillmore East demeure le plus gros succès commercial du groupe, et certainement leur apogée artistique. L'album est unanimement considéré comme un des meilleurs live de l'histoire du rock.

## Historique
Enregistré au Fillmore East, la légendaire scène rock de New York, les vendredi 12 et samedi 13 mars 1971, on y découvre l'unique mélange de blues, de rock sudiste et de jazz que le groupe a su créer. Le concert s'ouvre sur une reprise de Blind Willie McTell Statesboro Blues où Duane Allman fait montre d'une impressionnante maîtrise du bottleneck. Les capacités d'improvisation du groupe explosent au cours du légendaire Whipping Post.
At Fillmore East se classa n°13 au Billboard 200 américain et sera certifié disque de platine en 1992.
Plusieurs morceaux enregistrés pendant ces sessions, dont One Way Out, Trouble No More, et le fantastique Mountain Jam, furent inclus sur l'album suivant Eat a Peach. Mountain Jam s'inspire d'un morceau de Donovan, First There Is A Mountain et chaque membre du groupe a droit à son solo.
Ces morceaux furent rassemblés pour la première fois en 1992 sur l'album The Fillmore Concerts aux côtés de versions intégrales de l'album original, ainsi Stormy Monday récupère son solo d'harmonica.
2003 vit la réédition d'un double-CD comprenant une version étendue de At Fillmore East.  On y retrouve la totalité des pistes originales, quelques pistes figurant sur l'album Duane Allman: An Anthology, ainsi que dans le coffret 4 CD Dreams. Certaines pistes ont été remixées afin d'offrir un meilleur son live que la version de 1992.
En 2004, At Fillmore East fit partie des 50 enregistrements annuels à rejoindre la bibliothèque du Congrès.
Pour la petite histoire, la célèbre photographie de l'album fut prise à Macon, Géorgie et non pas à New York, même si des personnes visitent la rue où elle est censée avoir été prise (1). Le nom du groupe ainsi que le titre de l'album furent ajoutés à la main par le photographe lui-même (1).
TRUST: photographs of Jim Marshall-Omnibus Press 2009

## Pistes

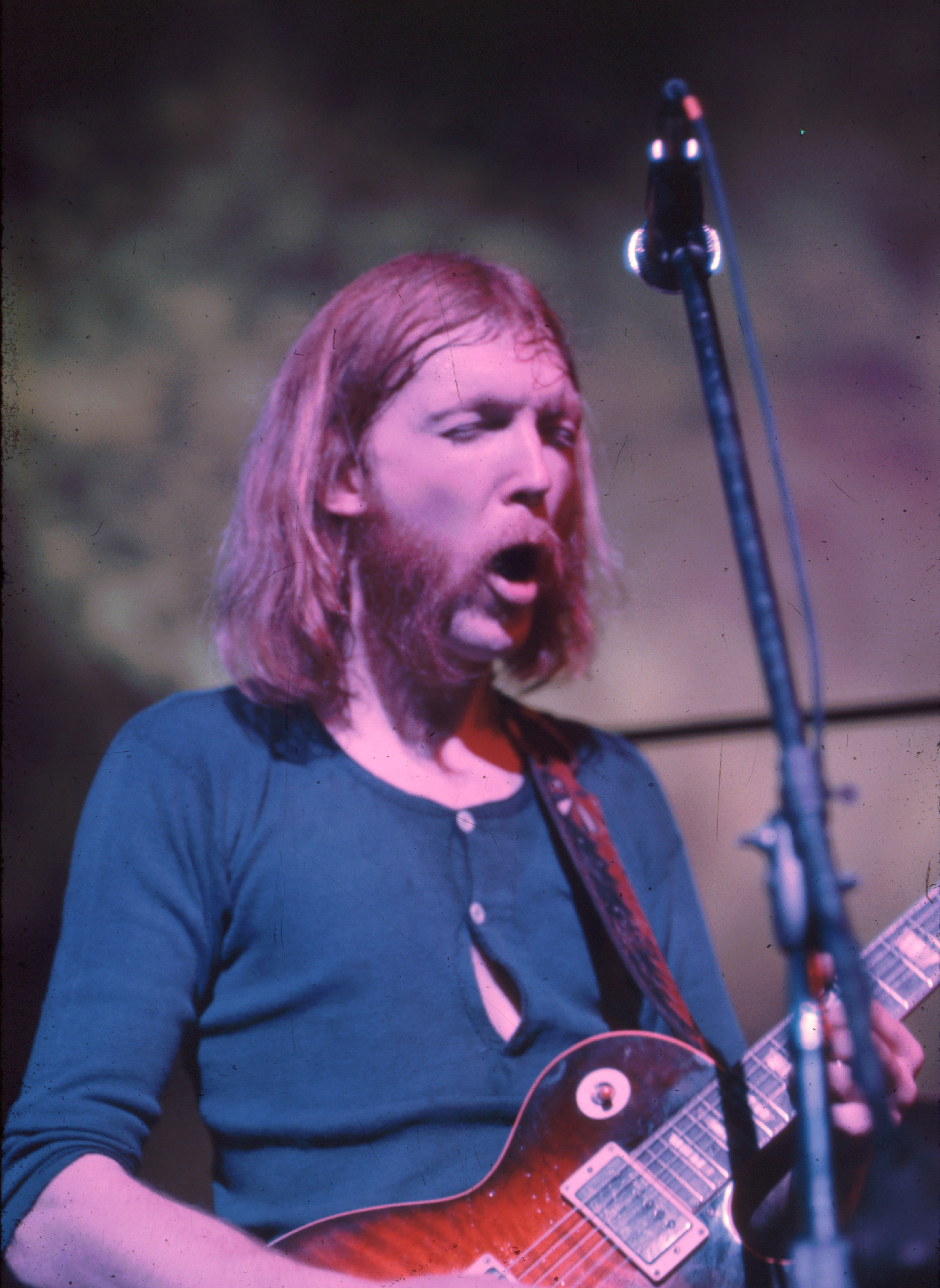
Duane Allman au Fillmore East en 1971.

### At Fillmore East (1971)
Face 1
| No | Titre                                               | Durée |
| -- | --------------------------------------------------- | ----- |
| 1. | Statesboro Blues (Will McTell)                      | 4:17  |
| 2. | Done Somebody Wrong (Lewis, Robinson, Elmore James) | 4:33  |
| 3. | Stormy Monday (T-Bone Walker)                       | 8:44  |

Face 2
| No | Titre                            | Durée |
| -- | -------------------------------- | ----- |
| 1. | You Don't Love Me (Willie Cobbs) | 19:15 |

Face 3
| No | Titre                                                              | Durée |
| -- | ------------------------------------------------------------------ | ----- |
| 1. | Hot 'Lanta (G. Allman, D. Allman, Betts, Trucks, Oakley, Johanson) | 5:17  |
| 2. | In Memory of Elizabeth Reed (Betts)                                | 13:04 |

Face 4
| No | Titre                     | Durée |
| -- | ------------------------- | ----- |
| 1. | Whipping Post (G. Allman) | 22:56 |

### The Fillmore Concerts (1992)
| No  | Titre                                                                        | Durée |
| --- | ---------------------------------------------------------------------------- | ----- |
| 1.  | Statesboro Blues (McTell)                                                    | 4:15  |
| 2.  | Trouble No More (McKinley Morganfield)                                       | 3:46  |
| 3.  | Don't Keep Me Wonderin' (G. Allman)                                          | 3:20  |
| 4.  | In Memory of Elizabeth Reed (Betts)                                          | 12:59 |
| 5.  | One Way Out (Marshall Sehorn, Sonny Boy Williamson, James)                   | 4:55  |
| 6.  | Done Somebody Wrong (Lewis, Robinson, James)                                 | 4:11  |
| 7.  | Stormy Monday (Walker)                                                       | 10:19 |
| 8.  | You Don't Love Me (Cobbs)                                                    | 19:24 |
| 9.  | Hot 'Lanta (D. Allman, G. Allman, Betts, Oakley, Johanson, Trucks)           | 5:11  |
| 10. | Whipping Post (G. Allman)                                                    | 22:37 |
| 11. | Mountain Jam (Leitch, D. Allman, G. Allman, Betts, Oakley, Johanson, Trucks) | 33:47 |
| 12. | Drunken Hearted Boy (Elvin Bishop)                                           | 7:33  |

### At Fillmore East [Deluxe Edition] (2003)
| No  | Titre                                                                       | Durée |
| --- | --------------------------------------------------------------------------- | ----- |
| 1.  | Statesboro Blues (McTell)                                                   | 4:17  |
| 2.  | Trouble No More (Morganfield)                                               | 3:43  |
| 3.  | Don't Keep Me Wonderin' (G. Allman)                                         | 3:27  |
| 4.  | Done Somebody Wrong (James)                                                 | 4:33  |
| 5.  | Stormy Monday (Walker)                                                      | 8:48  |
| 6.  | One Way Out (Sehorn, Williamson, James)                                     | 4:56  |
| 7.  | In Memory of Elizabeth Reed (Betts)                                         | 13:04 |
| 8.  | You Don't Love Me (Cobbs)                                                   | 19:24 |
| 9.  | Midnight Rider (G. Allman)                                                  | 2:55  |
| 10. | Hot 'Lanta (D. Allman, G. Allman, Betts, Oakley, Johanson, Trucks)          | 5:20  |
| 11. | Whipping Post (G. Allman)                                                   | 22:53 |
| 12. | Mountain Jam (Leitch, D. Allman, G.Allman, Betts, Oakley, Johanson, Trucks) | 33:39 |
| 13. | Drunken Hearted Boy (Bishop)                                                | 7:33  |

## Les solistes de l'album original
Duane Allman est mixé à gauche, Dickey Betts à droite.
- Statesboro Blues
  - Intro, Fills[4], Solo 1 : Duane Allman à la slide. À noter qu'il a entendu le riff slide en accord normal de Jesse Ed Davis[5] sur la version Taj Mahal publiée peu auparavant (et aussi avec Ry Cooder aux guitares).
  - Solo 2 (après chant) : Dickey Betts.
- Done Somebody Wrong
  - Intro, Fills : Duane Allman à la slide.
  - Solo 1 : Thom Doucette.
  - Solo 2 : Dickey Betts.
  - Solo 3 (après chant) : Duane Allman.
  - Solo 4 (final) : Duane Allman.
- Stormy Monday
  - Intro : Interactions Dickey Betts/Duane Allman.
  - Solo 1 : Duane Allman.
  - Solo 2 (changement tempo) : Gregg Allman.
  - Solo 3 (retour tempo initial) : Dickey Betts.
- You Don’t Love Me
  - Intro : Duane Allman rejoint rapidement par Dickey Betts.
  - Solo 1 : Duane Allman.
  - Solo 2 (après chant) : Dickey Betts.
  - Solo 3 : Gregg Allman.
  - Solo 4 : Thom Doucette.
  - Solo 5 (après chant) : Duane Allman. 12 mesures avec le Band puis a cappella. Jusqu’à 8:55.
  - Solo 6 (avec batterie uniquement) : Dickey Betts. Son son est légèrement moins saturé que celui de Duane Allman, plus rythmique, souvent structuré sur des phrases répétitives, avec variations de celles-ci. Il est aussi moins blues. La basse revient vers 11:50. Le groupe reprend vers 14:05.
  - Solo 7 (14:25) : Duane Allman. A 15:18 Dickey Betts joue l’harmonie de la mélodie de Duane Allman, qui en profite pour faire des variations. A 16:10, Duane Allman est a cappella un peu plus d’une minute. A 17:32, il joue une mélodie dans la lignée de son solo sur Little Wing.
- Hot Lanta
  - Thème : Dickey Betts avec Duane Allman (harmonie).
  - Solo 1 : Gregg Allman (rythmique jazz).
  - Solo 2 : Duane Allman. Solo avec une tonalité rock d’un bout à l’autre.
  - Solo 3 (2:33) : Dickey Betts. La première partie est très jazz alors que la seconde présente des plans assez country.
  - Reprise du thème à deux guitares.
- In Memory Of Elizabeth Reed : Sur la durée, les différences stylistiques entre Betts et Allman se font sentir plus nettement. Dickey Betts est plus jazz. Son solo présente un certain nombre de plans rythmiques qui lui sont propres. Il joue souvent sur les dissonances (quintes diminuées). Le solo de Duane Allman est plus rock, et plus blues.
  - Intro : Dickey Betts (jeu avec potentiomètre volume, pas de slide).
  - Thème : Dickey Betts avec Duane Allman (harmonie).
  - Solo 1 : Dickey Betts.
  - Solo 2 : Gregg Allman.
  - Solo 3 : Duane Allman.
  - Final en harmonie.
- Whipping Post
  - Intro : Duane Allman, rejoint par Dickey Betts.
  - Fills : Duane Allman.
  - Riff refrain : Duane Allman avec Dickey Betts en harmonie.
  - Solo 1 (1:45-5:22) : Duane Allman.
  - Couplet 2 identique au 1.
  - Solo 2 (6:27-16:25) : Dickey Betts.
  - À partir de la 10e minute, Duane Allman répond par quelques traits. Le côté plus jazz de Betts ressort de temps à autre (emploi de dissonances). Harmonie de Duane Allman à partir de 15:50.
  - A 16:25, reprise du riff commun.
  - Guitare de Duane Allman à nouveau devant, et reprise du chant peu avant les 17 minutes.
  - Dickey Betts, qui joue le thème de Frère Jacques.
  - 18:25 : Duane Allman.
  - À partir des 20 minutes, Dickey Betts joue des harmonies sur les mélodies de Duane Allman.
  - Duane Allman répond à son frère lors des derniers passages chantés.
  - Le groupe enchaîne alors sur la Mountain Jam… publié sur Eat a Peach dans un premier temps.

## Musiciens
The Allman Brothers Band
- Gregg Allman: chant, piano, orgue
- Duane Allman: guitares solo, slide et acoustique
- Dickey Betts: guitare solo
- Berry Oakley: basse
- Butch Trucks: batterie, timbales
- Jai Johnny "Jaimoe" Johanson: batterie, congas, timbales

Musiciens invités
- Thom "Ace" Doucette: harmonica et tambourin sur Don't Keep Me Wonderin', Done Somebody Wrong et You Don't Love Me
- Randolph Juicy Carter: saxophone sur Hot'Lanta
- Bobby Caldwell: percussions sur Drunken Hearted Boy
- Elvin Bishop: chant sur Drunken Hearted Boy
- Steve Miller: piano sur Drunken Hearted Boy

## Charts & certifications
Charts album
| Pays       | Durée du classement | Meilleur classement |
| ---------- | ------------------- | ------------------- |
| États-Unis | 47 semaines         | 13e                 |

Certifications
| Pays       | Ventes      | Certification | Date       |
| ---------- | ----------- | ------------- | ---------- |
| États-Unis | 500 000 +   | Or            | 25/10/1971 |
| États-Unis | 1 000 000 + | Platine       | 25/08/1992 |